# M70 (Mashreq)
De M70 is een primaire oost-westroute in het Internationaal wegennetwerk van de Arabische Mashreq, die de steden Koeweit en Yanbu met elkaar verbindt. De weg begint in Koeweit en loopt daarna via Hafar El Batin, Artawiyah, Buraidah en Medina naar Yanbu. Daarbij voert de weg door twee landen, namelijk Koeweit en Saoedi-Arabië.

## Nationale wegnummers
De M70 loopt over de volgende nationale wegnummers, van oost naar west:
| Nummer        | Tracé                   |
| Koeweit       | Koeweit                 |
| ------------- | ----------------------- |
| 70            | Koeweit - Saoedi-Arabië |
| Saoedi-Arabië |                         |
| 50            | Koeweit - Artawiyah     |
| 60            | Artawiyah - Yanbu       |

M5 · 
M7 · 
M9 · 
M10 · 
M15 · 
M20 · 
M25 · 
M30 · 
M35 · 
M40 · 
M45 · 
M47 · 
M50 · 
M51 · 
M55 · 
M60 · 
M65 · 
M67 · 
M70 · 
M75 · 
M80 · 
M90 · 
M100